# Edwardsia danica
Espèce
Edwardsia danica est une espèce de la famille des Edwardsiidae.

## Systématique
Le nom valide complet (avec auteur) de ce taxon est Edwardsia danica Carlgren, 1921.

## Publication originale
- Carlgren, O. (1921). Actiniaria I. Danish Ingolf-Expedition. 5(9):1-241, figs. 1-210, pls. 1-4. lire